# Lucas Martínez
Lucas Martínez né le 17 novembre 1993, est un joueur de hockey sur gazon argentin. Il évolue au poste d'attaquant au KHC Dragons et avec l'équipe nationale argentine.

## Carrière

### Coupe du monde
- : 2014
- Top 8 : 2018

### Coupe d'Amérique
- : 2022

### Jeux olympiques
- Top 8 : 2020